# ۷۰۹ (میلادی)
۷۰۹ (میلادی) هفتصد  و نهمین سال تقویم میلادی است.

## درگذشتگان
‎